# Thomas Kahlenberg
Thomas Kahlenberg (Hvidovre, 20 marzo 1983) è un allenatore di calcio ed ex calciatore danese, di ruolo centrocampista.

## Caratteristiche tecniche
Può essere schierato come centrocampista esterno o trequartista.

## Carriera

### Club
Ha giocato in patria dal 1998 al 2005 prima nelle giovanili e poi in prima squadra nel Brøndby IF. Nel 2005 si è trasferito in Francia, nell'AJ Auxerre in cui è rimasto quattro stagioni. Il 28 maggio 2009 è stato acquistato dai campioni di Germania del Wolfsburg ed ha firmato un contratto quadriennale.
Il 5 gennaio 2012 passa in prestito all'Evian.

### Nazionale
Ha giocato 46 partite e segnato 5 gol con la Nazionale danese; inoltre è stato il più giovane giocatore della rosa danese all'Europeo del 2004.

## Statistiche

### Cronologia presenze e reti in nazionale
| Cronologia completa delle presenze e delle reti in nazionale ― Danimarca | Cronologia completa delle presenze e delle reti in nazionale ― Danimarca | Cronologia completa delle presenze e delle reti in nazionale ― Danimarca | Cronologia completa delle presenze e delle reti in nazionale ― Danimarca | Cronologia completa delle presenze e delle reti in nazionale ― Danimarca | Cronologia completa delle presenze e delle reti in nazionale ― Danimarca | Cronologia completa delle presenze e delle reti in nazionale ― Danimarca | Cronologia completa delle presenze e delle reti in nazionale ― Danimarca |
| Data                                                                     | Città                                                                    | In casa                                                                  | Risultato                                                                | Ospiti                                                                   | Competizione                                                             | Reti                                                                     | Note                                                                     |
| ------------------------------------------------------------------------ | ------------------------------------------------------------------------ | ------------------------------------------------------------------------ | ------------------------------------------------------------------------ | ------------------------------------------------------------------------ | ------------------------------------------------------------------------ | ------------------------------------------------------------------------ | ------------------------------------------------------------------------ |
| 30-4-2003                                                                | Copenaghen                                                               | Danimarca                                                                | 1 – 0                                                                    | Ucraina                                                                  | Amichevole                                                               | -                                                                        | 76’                                                                      |
| 31-3-2004                                                                | Gijón                                                                    | Spagna                                                                   | 2 – 0                                                                    | Danimarca                                                                | Amichevole                                                               | -                                                                        | 78’                                                                      |
| 9-10-2004                                                                | Tirana                                                                   | Albania                                                                  | 0 – 2                                                                    | Danimarca                                                                | Qual. Mondiali 2006                                                      | -                                                                        | 78’                                                                      |
| 17-8-2005                                                                | Copenaghen                                                               | Danimarca                                                                | 4 – 1                                                                    | Inghilterra                                                              | Amichevole                                                               | -                                                                        | 46’                                                                      |
| 7-9-2005                                                                 | Copenaghen                                                               | Danimarca                                                                | 6 – 1                                                                    | Georgia                                                                  | Qual. Mondiali 2006                                                      | -                                                                        | 59’ 77’                                                                  |
| 12-10-2005                                                               | Almaty                                                                   | Kazakistan                                                               | 1 – 2                                                                    | Danimarca                                                                | Qual. Mondiali 2006                                                      | -                                                                        |                                                                          |
| 16-8-2006                                                                | Odense                                                                   | Danimarca                                                                | 2 – 0                                                                    | Polonia                                                                  | Amichevole                                                               | -                                                                        |                                                                          |
| 1-9-2006                                                                 | Copenaghen                                                               | Danimarca                                                                | 4 – 2                                                                    | Portogallo                                                               | Amichevole                                                               | 1                                                                        | 85’                                                                      |
| 6-9-2006                                                                 | Reykjavík                                                                | Islanda                                                                  | 0 – 2                                                                    | Danimarca                                                                | Qual. Euro 2008                                                          | -                                                                        | 82’                                                                      |
| 7-10-2006                                                                | Copenaghen                                                               | Danimarca                                                                | 0 – 0                                                                    | Irlanda del Nord                                                         | Qual. Euro 2008                                                          | -                                                                        |                                                                          |
| 11-10-2006                                                               | Vaduz                                                                    | Liechtenstein                                                            | 0 – 4                                                                    | Danimarca                                                                | Qual. Euro 2008                                                          | -                                                                        | 64’                                                                      |
| 6-2-2007                                                                 | Londra                                                                   | Australia                                                                | 1 – 3                                                                    | Danimarca                                                                | Amichevole                                                               | -                                                                        |                                                                          |
| 24-3-2007                                                                | Madrid                                                                   | Spagna                                                                   | 2 – 1                                                                    | Danimarca                                                                | Qual. Euro 2008                                                          | -                                                                        | 60’                                                                      |
| 28-3-2007                                                                | Duisburg                                                                 | Germania                                                                 | 0 – 1                                                                    | Danimarca                                                                | Amichevole                                                               | -                                                                        | 46’                                                                      |
| 2-6-2007                                                                 | Copenaghen                                                               | Danimarca                                                                | 0 – 3 tav                                                                | Svezia                                                                   | Qual. Euro 2008                                                          | -                                                                        | 46’                                                                      |
| 6-6-2007                                                                 | Riga                                                                     | Lettonia                                                                 | 0 – 2                                                                    | Danimarca                                                                | Qual. Euro 2008                                                          | -                                                                        | 46’                                                                      |
| 22-8-2007                                                                | Århus                                                                    | Danimarca                                                                | 0 – 4                                                                    | Irlanda                                                                  | Amichevole                                                               | -                                                                        | 46’                                                                      |
| 8-9-2007                                                                 | Stoccolma                                                                | Svezia                                                                   | 0 – 0                                                                    | Danimarca                                                                | Qual. Euro 2008                                                          | -                                                                        | 55’                                                                      |
| 12-9-2007                                                                | Århus                                                                    | Danimarca                                                                | 4 – 0                                                                    | Liechtenstein                                                            | Qual. Euro 2008                                                          | -                                                                        | 46’                                                                      |
| 13-10-2007                                                               | Århus                                                                    | Danimarca                                                                | 1 – 3                                                                    | Spagna                                                                   | Qual. Euro 2008                                                          | -                                                                        | 66’                                                                      |
| 17-10-2007                                                               | Copenaghen                                                               | Danimarca                                                                | 3 – 1                                                                    | Lettonia                                                                 | Qual. Euro 2008                                                          | -                                                                        |                                                                          |
| 17-11-2007                                                               | Belfast                                                                  | Irlanda del Nord                                                         | 2 – 1                                                                    | Danimarca                                                                | Qual. Euro 2008                                                          | -                                                                        | 46’                                                                      |
| 21-11-2007                                                               | Copenaghen                                                               | Danimarca                                                                | 3 – 0                                                                    | Islanda                                                                  | Qual. Euro 2008                                                          | 1                                                                        | 54’                                                                      |
| 29-5-2008                                                                | Eindhoven                                                                | Paesi Bassi                                                              | 1 – 1                                                                    | Danimarca                                                                | Amichevole                                                               | -                                                                        | 46’                                                                      |
| 11-10-2008                                                               | Copenaghen                                                               | Danimarca                                                                | 3 – 0                                                                    | Malta                                                                    | Qual. Mondiali 2010                                                      | -                                                                        | 60’                                                                      |
| 1-4-2009                                                                 | Copenaghen                                                               | Danimarca                                                                | 3 – 0                                                                    | Albania                                                                  | Qual. Mondiali 2010                                                      | -                                                                        |                                                                          |
| 6-6-2009                                                                 | Solna                                                                    | Svezia                                                                   | 0 – 1                                                                    | Danimarca                                                                | Qual. Mondiali 2010                                                      | 1                                                                        |                                                                          |
| 14-11-2009                                                               | Esbjerg                                                                  | Danimarca                                                                | 0 – 0                                                                    | Corea del Sud                                                            | Amichevole                                                               | -                                                                        | 63’                                                                      |
| 3-3-2010                                                                 | Vienna                                                                   | Austria                                                                  | 2 – 1                                                                    | Danimarca                                                                | Amichevole                                                               | -                                                                        |                                                                          |
| 27-5-2010                                                                | Aalborg                                                                  | Danimarca                                                                | 2 – 0                                                                    | Senegal                                                                  | Amichevole                                                               | -                                                                        |                                                                          |
| 1-6-2010                                                                 | Johannesburg                                                             | Australia                                                                | 1 – 0                                                                    | Danimarca                                                                | Amichevole                                                               | -                                                                        | 82’                                                                      |
| 14-6-2010                                                                | Johannesburg                                                             | Paesi Bassi                                                              | 2 – 0                                                                    | Danimarca                                                                | Mondiali 2010 - 1º turno                                                 | -                                                                        | 73’                                                                      |
| 19-6-2010                                                                | Pretoria                                                                 | Camerun                                                                  | 1 – 2                                                                    | Danimarca                                                                | Mondiali 2010 - 1º turno                                                 | -                                                                        | 54’                                                                      |
| 24-6-2010                                                                | Rustenburg                                                               | Danimarca                                                                | 1 – 3                                                                    | Giappone                                                                 | Mondiali 2010 - 1º turno                                                 | -                                                                        | 63’                                                                      |
| 7-9-2010                                                                 | Copenaghen                                                               | Danimarca                                                                | 1 – 0                                                                    | Islanda                                                                  | Qual. Euro 2012                                                          | 1                                                                        |                                                                          |
| 17-11-2010                                                               | Aarhus                                                                   | Danimarca                                                                | 0 – 0                                                                    | Rep. Ceca                                                                | Amichevole                                                               | -                                                                        | 62’                                                                      |
| 26-5-2012                                                                | Amburgo                                                                  | Danimarca                                                                | 1 – 3                                                                    | Brasile                                                                  | Amichevole                                                               | -                                                                        | 25’                                                                      |
| 2-6-2012                                                                 | Copenaghen                                                               | Danimarca                                                                | 2 – 0                                                                    | Australia                                                                | Amichevole                                                               | -                                                                        | 46’                                                                      |
| 16-10-2012                                                               | Milano                                                                   | Italia                                                                   | 3 – 1                                                                    | Danimarca                                                                | Qual. Mondiali 2014                                                      | -                                                                        | 60’                                                                      |
| 22-5-2014                                                                | Budapest                                                                 | Ungheria                                                                 | 2 – 2                                                                    | Danimarca                                                                | Amichevole                                                               | -                                                                        | 79’                                                                      |
| 28-5-2014                                                                | Copenaghen                                                               | Danimarca                                                                | 1 – 0                                                                    | Svezia                                                                   | Amichevole                                                               | -                                                                        | 78’                                                                      |
| 3-9-2014                                                                 | Odense                                                                   | Danimarca                                                                | 1 – 2                                                                    | Turchia                                                                  | Amichevole                                                               | -                                                                        | 64’                                                                      |
| 7-9-2014                                                                 | Copenaghen                                                               | Danimarca                                                                | 2 – 1                                                                    | Armenia                                                                  | Qual. Euro 2016                                                          | 1                                                                        | 74’                                                                      |
| 11-10-2014                                                               | Elbasan                                                                  | Albania                                                                  | 1 – 1                                                                    | Danimarca                                                                | Qual. Euro 2016                                                          | -                                                                        | 79’                                                                      |
| 14-10-2014                                                               | Copenaghen                                                               | Danimarca                                                                | 0 – 1                                                                    | Portogallo                                                               | Qual. Euro 2016                                                          | -                                                                        | 84’                                                                      |
| 14-11-2014                                                               | Belgrado                                                                 | Serbia                                                                   | 1 – 3                                                                    | Danimarca                                                                | Qual. Euro 2016                                                          | -                                                                        | 88’                                                                      |
| 14-11-2015                                                               | Solna                                                                    | Svezia                                                                   | 2 – 1                                                                    | Danimarca                                                                | Qual. Euro 2016                                                          | -                                                                        | 54’                                                                      |
| Totale                                                                   |                                                                          | Presenze                                                                 | 47                                                                       |                                                                          | Reti                                                                     | 5                                                                        |                                                                          |

## Palmarès

### Club

#### Competizioni nazionali
- Campionato danese: 2

Brøndby IF: 2001-2002, 2004-2005
- Coppa di Danimarca: 2

Brøndby IF: 2002-2003, 2004-2005